# Такео Такагі
Такео Такагі (яп. 高木武雄; 25 січня 1892, Івакі — 8 липня 1944, Сайпан) — японський офіцер, адмірал Імперського флоту.

## Біографія
В 1911 році закінчив 39-й клас Військової академії Імператорського флоту з 17-м результатом серед 148 інших курсантів, після чого служив мічманом на крейсері «Асо» та на «Сікісімі». Після комісування служив енсином на крейсері «Асама» та лінкорі «Каваті».
Підвищений до лейтенанта, Такагі був переведений на підводний човен S-15, після закінчення додаткового навчання навігації та торпедному озброєнню став стройовим офіцером корабельної служби, а потім став капітаном підводного човна S-24. Такео закінчив Вищу військову академію флоту в 1923 році, після чого отримав підвищення до лейтенант-командера командування підводним човном Ro-28, а в 1926 році — Ro-68. Через 2 роки отримав звання коммандера і обіймав кілька штабних посад. .
З 1933 року Такагі було послідовно передано командування крейсерами «Нагара», «Такао» (1936) і «Муцу» (1937), а в 1938 році Такагі став контрадміралом. В 1939 році став командиром 2-го загону Імперського флоту.
На початку війни на Тихому океані Такагі став командувати силами підтримки в Філіппінській операції: зокрема, його судна прикривали висадку на Яву.
Такагі одержав звання віцеадмірала 1 травня 1942 року.
У листопаді 1942 року Такео став командувачем охоронного району Мако, а у квітні 1943 року — охоронного району Такао.
Такагі загинув під час авіанальоту на острові Сайпан, де перебував з інспекцією. Посмертно отримав звання повного адмірала.

## Нагороди[2]
- Медаль прикордонної війни
- Медаль Китайського інциденту 1937
- Пам'ятна медаль імператорського візиту в Японію (Маньчжурська держава)
- Пам'ятна медаль «2600 років Японії»
- Орден Вранішнього Сонця 2-го і 1-го класу
- Орден Квітів павловнії
- Знак «Найближчий родич загиблого солдата» (1944)